# August Reuß (Komponist)
August Reuß (* 6. März 1871 in Liliendorf, Mähren; † 18. Juni 1935 in München) war ein deutscher Komponist.

## Leben
Als Sohn eines Bahnbauunternehmers, dessen Vater allerdings als Lehrer und Organist in Würzburg gewirkt hatte, trat der aus Unterfranken stammende, in Liliendorf in Mähren geborene August Reuss nach seiner Gymnasialzeit in Ingolstadt ins Unternehmen seines Vaters ein. Bedingt durch dessen frühen Tod musste Reuss bis 1899 warten, bevor er endlich nach langer autodidaktischer Beschäftigung ein Musikstudium bei Ludwig Thuille in München beginnen konnte. Die ursprünglich angestrebte Laufbahn als Kapellmeister musste Reuss nach kurzer Zeit in Magdeburg und Augsburg infolge einer Krankheit abbrechen. 1909 ließ er sich freischaffend in München nieder. Er wurde Mitbegründer der Trappschen Musikschule (1927), der Vorläuferin des heutigen Richard-Strauss-Konservatoriums, und wirkte dort als Kompositionslehrer. 1929 berief man ihn in die Akademie der Tonkünste, deren Mitglied und Lehrer er bis zu seinem Tod blieb.
Autobiographische Aufzeichnungen, kulturkritische Berichte und eine im Manuskript vorhandene Funktionslehre sind überliefert. Eine hohe Auffassung vom Ethos der Kunst bestimmte sein Denken und Schaffen. Schwerpunkte seines kompositorischen Schaffens bilden Kammermusik und Liedgut, ergänzt durch symphonische Dichtungen und zwei Bühnenwerke. Seine oft herbe, empfindungsstarke Tonsprache berührt sich mit jener seiner Zeitgenossen Reger und Pfitzner in ihrer klardurchdachten Formprägung, eigenwilligen Stimmführung und kernigen Harmonik.

## Werke
In den Jahren nach dem Ersten Weltkrieg wandte sich Reuß von den zukunftsgerichteten Musikströmungen ab. Er schrieb seitdem in einem schlichten, auf Transparenz angelegten Stil. Vor allem in Stücken für kleinere Besetzungen verwirklichte er seine neue Tonsprache, die sich sehr von seinem frühen ausladenden spätromantischen, stark auf alterierter Harmonik aufbauenden Werken unterschied.

„August Reuß löste sich vom schwelgerisch-pathetischen Romantizismus der Jahrhundertwende und gelangte zu einer eigenständigen, oft durch starke Einfälle bezwingenden Tonsprache von subtiler Differenziertheit der Ausdrucksmittel, in den Werken der Reifezeit auch zu diatonischer Entspannung der Harmonik und Melodik und zu echter Polyphonie“

### Bühnenwerke
- Herzog Philipps Brautfahrt (nach Hanns von Gumppenberg), Opernlustspiel 3 Akte (1909 Graz)
- Glasbläser und Dogaressa (nach Robert Laurency), Romantische Ballettpantomime op. 46 (1926 München)
- Laterne und Mantel, Pantomime op. 47 (1924)

### Orchesterwerke
- Johannisnacht Tondichtung für Orchester  op. 19
- Judith -Tondichtung für Orchester nach Hebbels gleichnamiger Tragödie op. 20
- Sommer-Idylle op. 39
- Serenade für Violine und kleines Orchester op. 41
- Konzert für Klavier und Orchester  op. 48

### Klaviermusik
- Sonate für Klavier  op. 27
- Fantasie Musikdruck a-Moll; für 2 Klaviere  op. 42
- Goldammer ein Stimmungsbild für Klavier op. 43,1
- Kleine Sonate für Klavier op. 55

### Kammermusik
- Quintett f-Moll op. 12
- Quartett d-Moll op. 25
- Trio für Violine, Violoncello und Klavier op. 30
- Quartett E-Dur (Frühlings-Quartett) op. 31
- Romantische Sonate für Violine und Klavier; op. 35
- Oktett für 2 Oboen, 2 Klarinetten, 2 Hörner und 2 Fagotte H-Dur op. 37

### Vokalmusik
- Gotenzug (Felix Dahn) op. 5
- Tag & Nachtgesänge aus Gottfried Keller’s Buch der Natur (5 Gesänge) op. 7
- 7 Gedichte (Ludwig Jacobowski, Franz Evers) op. 17
- Zwei Melodramen (Heinrich Heine) op. 21
- Sechs Gedichte (Hanns von Gumppenberg, Franz Evers, Conrad Ferdinand Meyer, Ludwig Jacobowski) op. 23
- 3 Gedichte (Franz Evers, Hans Probst , Gustav Falke) op. 28
- 4 Gedichte (Marie Itzerott, Ludwig Jacobowski) op. 29
- Vier Gesänge op. 32
- Fünf Gedichte op. 34
- Acht Lieder op. 36
- Sechs Lieder op. 44
- Mehrstimmige Kinderlieder op. 49
- Haec dies op. 50
- Weihnachtslieder für Jugendchor op. 58